# Imran Bunjaku
Imran Bunjaku (født 18. oktober 1992 i Zürich, Schweiz) er en schweizisk/Kosovoalbansk fodboldspillere, der spiller for FC Schaffhausen i Schweiz.
Bunjaku spiller primært som defensiv midtbanespiller, men kan også bruges lidt længere fremme på banen som central midtbanespiller, samt lidt længere tilbage på banen som central forsvarsspiller.